# Кубок Испании по футболу 1902
Кубок Испании по футболу 1902 (исп. Copa de la Coronación) — футбольный турнир в честь коронации Альфонсо XIII. Это был неофициальный турнир, Королевская испанская футбольная федерация не признаёт его как первый сезон Кубка Испании (Копа дель Рей), который начал проводиться с 1903 года.
Турнир проходил с 13 мая по 16 мая 1902 года, Финал турнира был проведен на ипподроме в Мадриде, где победила «Бискайа» из Бильбао.
Турнир был придуман после того, как Карлос Падрос, (впоследствии президент ФК «Мадрид»), предложил футбольный конкурс, чтобы отметить коронацию Альфонсо XIII. С ФК «Мадрид» в турнире участвовали: ФК «Барселона», «Эспаньол», «Бискайя» (сборная «Атлетик Бильбао» и футбольного клуба Бильбао) и Нью-Foot-Ball Club. Турнир выиграла Команда «Бискайя» из Бильбао.

## Четвертьфинал
| Бискайя                                                                              | 5 – 1 | ФК Эспаньол |
| ------------------------------------------------------------------------------------ | ----- | ----------- |
| Хуан Асторкуа · Вальтер Эванс · Вильям Диер — (пен.) · Вальтер Эванс · Вальтер Эванс |       | Понц        |

## Полуфинал
| ФК Барселона                                         | 3 – 1 | ФК Мадрид     |
| ---------------------------------------------------- | ----- | ------------- |
| Удо Стейнберг · Удо Стейнберг · Хуан Гампер — (пен.) |       | Артур Джонсон |

| Бискайя | 8 – 1 | Нью Футбол Клуб |
| --- | ----- | --------------- |
| Вальтер Эванс · Вальтер Эванс · Арманд Казеукс · Вильям Диер · Вильям Диер · Вильям Диерr · Вильям Диер · Хуан Асторкуа |       | Монтойо         |

## Финал
| Бискайя                                 | 2 – 1 | ФК Барселона      |
| --------------------------------------- | ----- | ----------------- |
| Хуан Асторкуа 10′ · Арманд Казеаукс 20′ |       | Удо Стейнберг 75′ |

Составы команд финалистов
Бискайя: Л.Арана (L.Arana), Э.Кареага (E.Careaga), П.Ларранага (P.Larrañaga), Л.Сильва (L.Silva), А.Арана (A.Arana), Гоири (Goiri), А.Казеаукс (Cacaeaux), Х.Асторкуя (Astorquia), В.Диер (Dyer), Р.Сильва (R.Silva), В.Эванс (Evans).
ФК Барселона: С. Моррис (S. Morris), Фамьес (Famies), Мейер (Meyer), Морриц (Morris), Витти (Witty), Вальдес (Valdés), Парсонс (Parsons), Х.Гампер (Gamper), У.Стейнберг (Steinberg), Албениц (Albéniz), Э.Моррис (E. Morris).

## Утешительный приз / Copa-де-ла-Гран Пенья
- «Бискайя» не участвовала, будучи чемпионами Copa-де-ла-Coronación .
- «Барселона» отказались от участия, потому что их игроки должны были вернуться к своим занятиям.
- Нью-Foot-Ball Club отказался от участия из-за очень низкого уровня показанного в Копа де ла Coronación.

Таким образом, Гран-Пенья Кубок был разыгран в одной игре между ФК «Мадрид» и ФК «Эспаньол» 16 мая 1902 года. Победу со счетом 3:2 одержала команда Мадрида.